# 韓國—幾內亞關係
韓國－幾內亞關係是指东亚国家大韓民國（通稱韓國、南韓）和西非国家几内亚之间的双边关系。

## 政治交流
1958年，几内亚获得独立后，同时得到了北韩及大韓民國的外交承认，但几内亚首任总统艾哈邁德·塞古·杜爾奉行“积极的中立主义”的外交政策，优先发展与包括北韩在内的社会主义阵营国家的关系，并未立即与大韓民國建交，又曾在不结盟运动等国际组织支持北韩，反对韩国。但几内亚仍然与韩国维持着一定的官方往来，几内亚也派出了代表团参加了1988年在汉城举办的夏季奥运会。
2006年8月28日，韩国与几内亚建立正式外交关系，此後兩國關係友好發展。2011年6月16日，韩国能源资源大使金殷石（김은석）率领民官联合使节团访问了几内亚，并得到了总统阿尔法·孔戴的接见，两国就资源开发、基础设施建设、农业、交通等领域的合作交换了意见，阿尔法·孔戴亦表示几内亚政府将在韩国设立大使馆。
2012年5月，几内亚参加了在韩国丽水市举办的2012年世界博覽會，阿尔法·孔戴亦率团出访韩国，并得到了韩国总统李明博的接见，两国政府就加强矿产及基建开发合作达成了协议。

### 外交机构
2011年，几内亚政府决定在韩国设立大使馆，但至今仍未启用，对韩国的相关事务由几内亚驻日大使馆兼辖，韩国亦尚未在几内亚设立大使馆，对几内亚的相关事务由韩国驻塞内加尔大使馆兼辖。

## 经济合作关系

### 贸易
2020年，双边贸易额达到8000万美元，其中韩国从几内亚进口4900万美元，向几内亚出口3100万美元。

### 投资开发
2011年，韩国石油公社已经在几内亚的6个矿区进行石油勘探。几内亚政府也正在鼓励韩国企业对几内亚矿藏加大投资。

## 援助
2014年8月，對於埃博拉疫情在几内亚等国家擴散，韩国国际合作团向几内亚政府捐赠了价值达13万美元的红外线体温计。翌年7月，韩国政府亦决定为包括几内亚在内的非洲埃博拉疫区国家提供500万美元援款，以协助疫后重建工作。